# Matias Siltanen
Matias Siltanen né le 29 mars 2007 à Kuopio en Finlande, est un footballeur finlandais. Il évolue au poste de milieu central au Djurgårdens IF.

## Biographie

### En club
Né à Kuopio en Finlande, Matias Siltanen est notamment formé par le club local du KuPS Kuopio. Il signe son premier contrat professionnel avec le club le 12 janvier 2023, pour une durée de deux ans avec en option une année supplémentaire.
Il fait sa première apparition en équipe première lors d'un match de Coupe de la Ligue finlandaise le 11 février 2023 contre le FC Ilves. Il entre en jeu et son équipe est battue par trois buts à zéro. S'imposant avec l'équipe réserve du club, il est considéré à seize ans comme l'un des joueurs les plus prometteurs du KuPS.
Siltanen joue son premier match en première division finlandaise le 6 avril 2024 face au HJK Helsinki. Il est titularisé et son équipe s'impose par trois buts à un.
Il est sacré Champion de Finlande en 2024, participant ainsi au septième titre de l'histoire du club,.
Le 23 janvier 2025, Matias Siltanen rejoint la Suède en signant au Djurgårdens IF pour un contrat courant jusqu'en décembre 2027,.

### En sélection
Matias Siltanen est sélectionné avec l'équipe de Finlande des moins de 17 ans depuis 2023. Il officie également comme capitaine de cette sélection.

## Palmarès
KuPS Kuopio
- Champion de Finlande (1) :
  - Champion : 2024.